# Mahmud az-Zubi
Mahmud az-Zubi, arab. ‏محمود الزعبي‎ (ur. 1935 w Charbit Ghazala, zm. 21 maja 2000) – syryjski polityk związany z partią Baas, w latach 1987–2000 premier Syrii.

## Życiorys
Był sunnitą. W 1981 został przewodniczącym syryjskiego Zgromadzenia Ludowego. W 1987 został premierem Syrii.
7 marca 2000 az-Zubi podał się do dymisji razem z całym gabinetem, gdy został oskarżony o korupcję i złe zarządzanie. Sześć dni później nowy rząd utworzył Muhammad Mustafa Miru. Rząd ten został powołany z woli rządzącego autorytarnie Syrią prezydenta Hafiza al-Asada, a prawdopodobnie na jego skład miał wpływ wskazywany na następcę chorego prezydenta jego syn Baszszar. 10 maja 2000 Hafiz al-Asad polecił przeprowadzić śledztwo, w którym az-Zubi byłby podejrzany o korupcję i działanie na szkodę syryjskiej gospodarki. Były premier został również usunięty z szeregów syryjskiej partii Baas. W tym samym czasie Hafiz al-Asad i jego syn zapowiadali gruntowną reformę polityczną i gospodarczą kraju. Prezydent Syrii nazwał rząd az-Zubiego najgorszym w historii Syrii.
21 maja 2000 Az-Zubi popełnił samobójstwo, strzelając sobie w głowę we własnym domu w Dumir w okolicach Damaszku.
Miał dwóch synów i córkę.